# Jack Lawton
Jack Lawton (Bản mẫu:Floruit) là một cầu thủ bóng đá người Anh thi đấu ở vị trí tiền đạo ở Football League cho Burnley. Ông cũng từng thi đấu cho Manchester North End và Altrincham.